# Cosmic patrouille
Cosmic patrouille est une série de bande dessinée franco-belge humoristique créée dans le journal Spirou no 2931 par Jansen et Jean-Louis Janssens. En 2000, un premier album, contenant des rééditions, est publié par les éditions Semic. En 2008 la série a été relancée par Mauricet aux éditions Bamboo.

## Synopsis
Raconte les mésaventures de super-héros maladroits sosies de super-héros des comics américains.

## Publication

### Revues
La série a été publiée dans le journal Spirou entre 1994 et 1997.

### Albums
- Cosmic Patrouille t. 1 : Patrouilleurs !... Pas trouillards !, Semic, 2000  (ISBN 2-914082-00-2)[1].
- Cosmic Patrouille, Bamboo :

1. Cosmis Patrouille 1, 2008  (ISBN 978-2-350-78376-5).
2. Cosmis Patrouille 2, 2009  (ISBN 978-2-350-78576-9).